# Векилов, Ибрагим-ага Паша-ага оглы
Ибрагим-ага́ Паша-ага́ оглы Векилов (азерб. İbrahim ağa Paşa ağa oğlu Vəkilov; 16 октября 1853, Салахлы, Елизаветпольский уезд, Тифлисская губерния, Российская империя — 12 февраля 1934, Баку) — военный и государственный деятель, военный топограф, живший в Российской империи, Азербайджанской Демократической Республике и Азербайджанской ССР; генерал-майор.
Стал единственным на Кавказе военным топографом, удостоившимся чина генерала. Участник Первой мировой войны. Являлся Гянджинским губернатором и членом Национального совета Азербайджана; автор герба Азербайджанской ССР.

## Биография
Родился 17 мая 1853 года в селе Юхары Салахлы (Гыраг Салахлы) Казахского уезда Елизаветпольской губернии. Сын прапорщика Закавказского конно-мусульманского полка. Отец скончался когда Ибрагиму было 11 лет. Мать, Тукязбан ханум Юсиф ага гызы осталась одна с десятью детьми. 6 сентября 1866 года поступил в межевой класс Тифлисской военной прогимназии, который окончил 3 июня 1875 года.

### Военная служба
В службу вступил 17 сентября 1875 года юнкером рядового звания в Военно-топографическое училище в Петербурге. 8 августа 1879 года выпущен прапорщиком в Корпус военных топографов.
С 28 октября 1879 года — производитель топографических работ военно-топографического отдела Кавказского военного округа. В первые годы службы Ибрагим-ага занимался топографическими съемками Дагестана. 30 августа 1881 года произведён в подпоручики.
В 1883 году был в составе русско-персидской комиссии, которая занималась уточнением границ от Каспийского моря до Афганистана. Впоследствии за работу в комиссии был удостоен высшей награды Персии — ордена «Шире-Хоршид». 30 августа 1883 года произведён в поручики, 30 августа 1886 года — в штабс-капитаны. С 30 августа 1890 года — капитан.
В 1891, 1894 и 1896—1897 годах был командирован в распоряжение военного агента в Константинополе. Участвовал в работах по уточнению границы России с Персией и созданию топографических карт Кавказа, Крыма и Карсской области Турции.
В период с 1 ноября 1901 года по 19 мая 1915 года — начальник съёмочного отделения военно-топографического отдела Кавказского военного округа.
С 6 декабря 1901 года — подполковник.
В 1912—1913 годах руководит топографическими съемками в южно-азербайджанских городах Тебриз, Урмия и Хой.
Участник Первой мировой войны. С 19 мая 1915 года по 11 мая 1916 года — помощник начальника отделения управления генерал-квартирмейстера штаба Кавказской армии. В дальнейшем назначен в распоряжение начальника Корпуса военных топографов. 2 апреля 1917 года «за отлично-усердную службу и труды, понесённые по обстоятельствам военного времени» произведён в полковники.
После Октябрьской революции 1917 года Ибрагим-ага возвращается в Тифлис. Был членом мусульманской фракции Закавказского сейма. В 1918 году работал в должности председателя Закавказского Благотворительного Общества Закавказской федерации в Тифлисе.

#### Армия Азербайджанской Демократической Республики
После создания Азербайджанской Демократической Республики вернулся в Азербайджан. Был членом Национального совета Азербайджана. Был направлен в Казахский уезд для руководства выборами в сельские и городские советы. 23 июня 1918 года назначен Гянджинским губернатором.
Ибрагим Векилов был избран членом Парламента Азербайджанской Демократической Республики. После принятия 25 января 1919 года закона о совместительстве, согласно которому все лица находящиеся на государственной службе, кроме министров, не могут быть одновременно членами Парламента, от гянджинского губернатора И. Векилова 5 февраля того же года поступило заявление, «что он остаётся на посту губернатора и, таким образом, выбывает из Парламента».
В то время в Гянджинской губернии действовало несколько вооружённых отрядов, вступавших в боестолкновения с правительственными войсками. Особо отличался отряд во главе с Гатыр Мамедом. Объединённые силы во главе с Гатыр Мамедом, Кербалаи Аскером, Мусеибом Алиевым и Кор Вели численностью 600 человек 20 марта 1919 года окружили Гянджу, вынудив губернатора И. Векилова оставить свой пост и с остатками воинских частей уехать в Баку.
30 марта 1919 года постановлением правительства гянджинский губернатор полковник И. Векилов был произведён в генерал-майоры.
6 мая постановлением правительства гянджинский губернатор, Корпуса военных топографов генерал-майор Векилов был назначен начальником Военно-топографического отдела Главного управления Генерального штаба.
В декабре 1919 года принимал участие в создании первого военного флага.

### Деятельность в Азербайджанской ССР
После установления советской власти был начальником топографического отдела Азербайджанской Красной армии. Был организатором военно-топографических курсов. Занимался преподавательской работой. Постановлением Совета Народных Комиссаров Азербайджанской ССР 24 октября 1922 года начальнику топографического отдела И. Векилову была установлена ежемесячная прибавка к жалованью в размере пятидесяти рублей золотом «с сохранением этой прибавки и по выходе с военной службы пожизненно».
3 декабря 1922 года за заслуги в подготовке топографов был избран почетным курсантом.
В 1925 году составил первую политическую и физическую карту Азербайджанской ССР. В дальнейшем был начальником Управления топографии-геодезии Народного комиссариата земледелия Азербайджанской ССР, работал в Комитете охраны древних памятников искусства и природы Азербайджанской ССР.
В свидетельстве, выданном 30 июля 1928 года народным комиссаром общественного обеспечения Мухтаром Гаджиевым говорится следующее:

Настоящим подтверждаю, что в период моего пребывания на посту председателя ЦИК Азербайджана военный топограф Ибрагим ага Векилов неоднократно избирался членом различных комиссий, а также принимал участие в определении границ между республиками Азербайджан и Армения, и в целом в различных работах при ЦИК Азербайджана. Товарищ Векилов искренне любит свою специальность, ответственно, добросовестно и аккуратно выполняет возложенные на него обязанности.
29 ноября 1933 года Народный комиссариат Азербайджанской ССР установил Векилову персональную пенсию.
Скончался 2 июня 1934 года.

## Общественная деятельность
8 января 1906 года был избран председателем Кавказского мусульманского благотворительного общества.

## Семья
В 1884 году Ибрагим ага Векилов женился на Елене Ефимовне Ермолаевой. Дети:
- сын Глеб (Галиб-бек), (1887—1937) — в 1920 г. заведующий инженерной частью Бакинского укреплённого района АДР, полковник. Участник Первой мировой войны. Кавалер Георгиевского креста. Расстрелян в 1937 году.
- сын Борис (Фарис-бек), (1886—1978) — в 1918—1920 годах — представитель Азербайджанской Демократической Республики при правительстве Грузии[12].
- дочь Татьяна (1896—1966) — в конце 1917 года вышла замуж за Аббас бея Атамалибекова. 22 августа 1917 года, обратившись в Закавказское суннитское управление, сменила религию на ислам и взяла имя Рейхан. Для получения высшего образования поступила в Бакинский государственный университет. В 1919 году эмигрировала в Париж. После оккупации Франции переехала в Берлин. С 1947 года проживала с семьёй в Чили. Сын, Галиб (1924—?), инженер-химик[13][14].

## Награды
- Орден Святой Анны 3-й степени (1886)
- Орден Шире-Хоршид (1888 год)
- Орден Святого Станислава 2-й степени (1894)
- Орден Святой Анны 2-й степени (1897)
- Орден Святого Владимира 4-й степени (1903)